# رابرت وادرا
رابرت وادرا (انگلیسی: Robert Vadra؛ زادهٔ ۱۸ مهٔ ۱۹۶۹) یک تاجر اهل هند و همسر پریانکا گاندی است.
ارزش خالص برآورد شده دارایی‌های رابرت وادرا ۲٫۱ میلیارد دلار است.

## زندگی شخصی
رابرت وادرا در ۱۹۶۹ در مرادآباد، اوتار پرادش، هند متولد شد. در ۱۸ فوریه ۱۹۹۷ با پریانکا گاندی، ازدواج کرد. مراسم سنتی آنها در منزل گاندی برگزار شد. آنها دو فرزند دارند؛ یک پسر بنام ریحان و یک دختر به نام میرایا که به بودا اعتقاد دارند و از فلسفه بودائی و شیوه‌های ویپاسانا پیروی می‌کنند.